# Шакур Стівенсон
Шакур Стівенсон (англ. Shakur Stevenson; нар. 28 червня 1997, Ньюарк, Нью-Джерсі, США) — американський боксер-професіонал. Чемпіон світу за версією WBO в напівлегкій вазі (2019—2020), за версіями WBO (2021—2022) та WBC (2022) в другій напівлегкій вазі і за версією WBC (2023—т.ч.) в легкій вазі, срібний призер Олімпійських ігор 2016 року. Колишній учасник команди «USA Knockouts» у напівпрофесійній лізі WSB.

## Аматорська кар'єра

### Олімпійські ігри 2016
- 1/8 фіналу. Переміг Робенілсона де Хесуса (Бразилія)  — 3-0
- 1/4 фіналу. Переміг Ерденебатина Цендбаатара (Монголія) — 3-0
- 1/2 фіналу. Переміг Володимира Нікітіна (Росія) — WO
- Фінал. Програв Робейсі Раміресу (Куба) — 1-2

## Напівпрофесійна ліга WSB
| Результат                           | Рекорд | Команда               | Суперник       | Спосіб   | Дата           | Примітки | Відео |
| ----------------------------------- | ------ | --------------------- | -------------- | -------- | -------------- | -------- | ----- |
| Виступи за команду «USA Knockouts». |        |                       |                |          |                |          |       |
| Перемога                            | 2-0    | «Morocco Atlas Lions» | Хамут Мохаммед | WP (3:0) | 19 лютого 2016 |          |       |
| Перемога                            | 1-0    | «British Lionhearts»  | Пітер Макгрейл | WP (3:0) | 21 січня 2016  |          |       |

## Професіональна кар'єра
9 лютого 2017 року підписав професійний контракт з промоутерською компанією Top Rank . Окірім цієї компанії Шакур Стівенсон буде співпрацювати з відомим боксером Андре Вордом.
26 жовтня 2019 року у 13 бою професіональної кар'єри проти американця Джоета Гонсалеса виграв одностайним рішенням вакантний титул чемпіона світу за версією WBO у напівлегкій вазі.
Перший захист титулу чемпіона Стівенсон мав провести 14 березня 2020 року у Нью-Йорку проти колумбійського ветерана Мігеля Марріаги, але 13 березня через пандемію коронавірусної хвороби влада штату Нью-Йорк оголосила про заборону на організацію масових заходів, і усі поєдинки було скасовано.
В липні 2020 року Стівенсон повідомив Світову боксерську організацію, що не може більше виступати в напівлегкій вазі і звільнив титул.
9 червня 2020 року Шакур Стівенсон взяв участь у першому після трьох місяців вимушеного змагального простою боксерському вечорі, що пройшов в конференц-центрі MGM Grand Ballroom, у Лас-Вегасі. В головному бою Стівенсон зустрівся в другій напівлегкій вазі з пуерториканцем Феліксом Карабайо. Бій, що пройшов без глядачів та представників ЗМІ, транслювався телеканалом ESPN і завершився перемогою чемпіона нокаутом в шостому раунді.
12 червня 2021 року в Лас-Вегасі у маловидовищному бою проти маловідомого намібійського боксера Джеремії Накатили Шакур Стівенсон одностайним рішенням суддів завоював титул «тимчасового» чемпіона світу у другій напівлегкій вазі за версією WBO.
23 жовтня 2021 року Стівенсон, здобувши дострокову перемогу, відібрав титул чемпіона світу за версією WBO у другій напівлегкій вазі у діючого чемпіона американця Джеймела Геррінга.
30 квітня 2022 року в об'єднавчому бою з чемпіоном світу за версією WBC мексиканцем Оскаром Вальдесом Шакур Стівенсон здобув переконливу перемогу за очками, завдавши супернику першої поразки в професійній кар'єрі.
16 листопада 2023 року у маловидовищному бою проти домініканського боксера Едвіна Де Лос Сантос одностайним рішенням суддів завоював вакантний титул чемпіона світу у легкій вазі за версією WBC і став чемпіоном у третій ваговій категорії.

### Таблиця боїв
| 23 Перемоги (11 нокаутом, 12 за рішенням суддів), 0 Поразок |        |                     |        |               |                   |                                          | |
| Результат                                                   | Рекорд | Суперник            | Спосіб | Раунд, час    | Дата              | Місце проведення                         | Примітки |
| Перемога                                                    | 23-0   | Джош Педлі          | TKO    | 9 (12)        | 22 лютого 2025    | Venue Riyadh Season, Ер-Ріяд             | Захистив титул чемпіона світу за версією WBC у легкій вазі. |
| Перемога                                                    | 22-0   | Артем Арутюнян      | UD     | 12            | 6 липня 2024      | Prudential Center, Ньюарк                | Захистив титул чемпіона світу за версією WBC у легкій вазі. |
| Перемога                                                    | 21-0   | Едвін Де Лос Сантос | UD     | 12            | 16 листопада 2023 | Ті-Мобіл Арена, Парадайз, Невада         | Виграв вакантний титул чемпіона світу за версією WBC у легкій вазі. |
| Перемога                                                    | 20-0   | Йосіно Юїтіро       | TKO    | 6 (12)        | 8 квітня 2023     | Prudential Center, Ньюарк                | |
| Перемога                                                    | 19-0   | Робсон Консейсао    | UD     | 12            | 23 вересня 2022   | Prudential Center, Нью-Джерсі            | Бій за титули чемпіона світу WBC, WBO та The Ring в другій напівлегкій вазі лише для Консейсао. Стівенсон втратив титули на зважуванні. |
| Перемога                                                    | 18-0   | Оскар Вальдес       | UD     | 12            | 30 квітня 2022    | MGM Grand Garden Arena, Парадайз, Невада | Виграв титул чемпіона світу за версією WBC у другій напівлегкій вазі. (2-ий захист Вальдеса) Виграв вакантний титул чемпіона світу за версією The Ring у другій напівлегкій вазі. Захистив титул чемпіона світу за версією WBO у другій напівлегкій вазі. (1-ий захист Стівенсона) |
| Перемога                                                    | 17-0   | Джеймел Геррінг     | TKO    | 10 (12), 1:30 | 23 жовтня 2021    | Стейт Фарм-арена, Атланта                | Виграв титул чемпіона світу за версією WBO у другій напівлегкій вазі. (4-ий захист Херрінга) |
| Перемога                                                    | 16-0   | Джеремія Накатила   | UD     | 12            | 12 червня 2021    | Virgin Hotels Las Vegas, Лас-Вегас       | Виграв викантний титул «тимчасового» чемпіона світу за версією WBO у другій напівлегкій вазі. |
| Перемога                                                    | 15-0   | Тока Кан Клері      | UD     | 10            | 12 грудня 2020    | The Bubble, MGM Grand, Лас-Вегас         | |
| Перемога                                                    | 14-0   | Фелікс Карабайо     | KO     | 6 (10)        | 9 червня 2020     | The Bubble, MGM Grand, Лас-Вегас         | |
| Перемога                                                    | 13-0   | Джоет Гонсалес      | UD     | 12            | 26 жовтня 2019    | Reno-Sparks Convention Center, Рено      | Виграв вакантний титул чемпіона світу за версією WBO в напівлегкій вазі. |
| Перемога                                                    | 12-0   | Альберто Гевара     | KO     | 3 (10)        | 13 липня 2019     | Prudential Center, Ньюарк                | Захистив титул чемпіона WBO NABO в напівлегкій вазі. (1-ий захист Стівенсона) |
| Перемога                                                    | 11-0   | Крістофер Діас      | UD     | 10            | 20 квітня 2019    | Медісон-сквер-гарден, Нью-Йорк           | Виграв вакантний титул чемпіона WBO NABO в напівлегкій вазі. Захистив титул чемпіона IBF Intercontinental в напівлегкій вазі. (1-ий захист Стівенсона) |
| Перемога                                                    | 10-0   | Джессі Кріс Росалес | TKO    | 4 (10)        | 18 січня 2019     | Turning Stone Resort & Casino, Верона    | Виграв вакантні титули чемпіона WBC Continental Americas і IBF Intercontinental в напівлегкій вазі. |
| Перемога                                                    | 9-0    | Віорел Сіміон       | TKO    | 1 (10), 3:00  | 13 жовтня 2018    | CHI Health Center, Омаха                 | |
| Перемога                                                    | 8-0    | Карлос Руїз         | UD     | 8             | 18 серпня 2018    | Ocean Resort Casino, Атлантик-Сіті       | |
| Перемога                                                    | 7-0    | Аеліо Маскіта       | TKO    | 2 (8), 1:45   | 9 червня 2018     | MGM Grand Garden Arena, Парадайз, Невада | |
| Перемога                                                    | 6-0    | Патрік Рілей        | TKO    | 2 (8), 1:35   | 28 квітня 2018    | Liacouras Center, Філадельфія            | |
| Перемога                                                    | 5-0    | Хуан Тапія          | UD     | 8             | 16 лютого 2018    | Grand Sierra Resort, Ріно, Невада        | |
| Перемога                                                    | 4-0    | Оскар Мендоса       | TKO    | 2 (6), 1:38   | 9 грудня 2017     | Медісон-сквер-гарден, Нью-Йорк           | |
| Перемога                                                    | 3-0    | Девід Міхаель Паз   | UD     | 6             | 19 серпня 2017    | Pinnacle Bank Arena, Лінкольн, Небраска  | |
| Перемога                                                    | 2-0    | Карлос Суарес       | TKO    | 1 (6), 2:35   | 20 травня 2017    | Медісон-сквер-гарден, Нью-Йорк           | |
| Перемога                                                    | 1-0    | Едгар Бріто         | TD     | 5 (6), 3:00   | 22 квітня 2017    | СтабХаб Центр, Карсон, Каліфорнія        | |